# قطعنامه ۱۷۴۰ شورای امنیت
قطعنامه ۱۷۴۰ شورای امنیت سازمان ملل متحد که در تاریخ ۲۳ ژانویه ۲۰۰۷ تصویب شد، سندی بین‌المللی دربارهٔ بررسی وضعیت در نپال است. این قطعنامه طی نشست ۵۶۲۲ام با ۱۵ رای موافق، ۰ مخالف و ۰ ممتنع تصویب شد.